# Scoringa

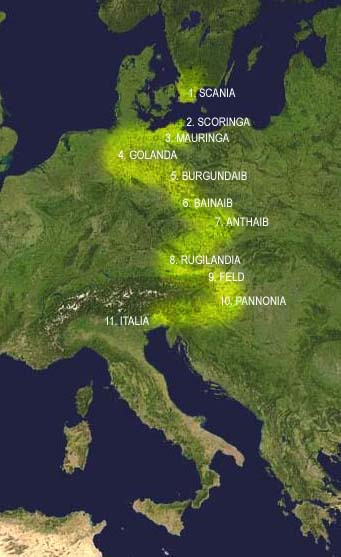
Le principali tappe della migrazione dei Longobardi.

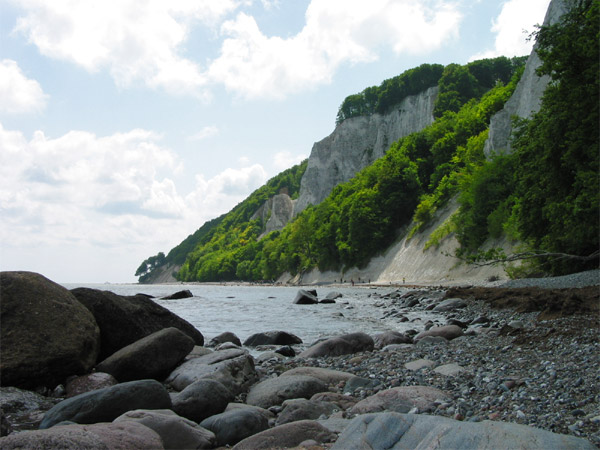
Le scogliere dell'isola di Rügen, una delle possibili collocazioni della Scoringa.

Scoringa è il nome con il quale Paolo Diacono indica la regione dove si stabilirono i Longobardi nel I secolo a.C., subito dopo aver lasciato l'originaria Scandinavia guidati da Ibor e Aio.
Incerta l'esatta collocazione della regione. Di certo si trattava di un'area costiera a sud del Mar Baltico; la localizzazione precisa dipende però dalla ricostruzione etimologica del toponimo. Scoringa può essere fatto derivare dall'antico germanico *skuro (cfr. inglese shore "riva, costa", olandese medio e basso tedesco medio schōre "capo, promontorio"), e quindi indicherebbe un  qualsiasi tratto costiero come l'area della foce dell'Elba. Secondo l'ipotesi sostenuta da Jörg Jarnut, invece, il termine andrebbe accostato all'alto tedesco antico scorro (=scoglio), il che indicherebbe la fascia costiera di fronte all'isola di Rügen, se non l'isola stessa o un'altra tra quelle che si estendono tra la penisola scandinava e la costa meridionale del Mar Baltico, Tuttavia, la presenza della doppia "r" rende quest'ultima interpretazione meno probabile.
Sconfitti i Vandali - secondo la loro tradizione grazie all'aiuto di Odino, convinto con l'inganno dalla moglie Frigg a concedere la vittoria ai Longobardi, il popolo germanico riprese la sua migrazione verso sud, dirigendosi verso la Mauringa.

### Fonti primarie
- Paolo Diacono, Historia Langobardorum (Storia dei Longobardi, cura e commento di Lidia Capo, Lorenzo Valla/Mondadori, Milano 1992).

### Letteratura storiografica
- Lidia Capo, Commento a  Paolo Diacono, Storia dei Longobardi, a cura di Lidia Capo, Milano, Lorenzo Valla/Mondadori, 1992, ISBN 88-04-33010-4.
- Jörg Jarnut, Storia dei Longobardi, traduzione di Paola Guglielmotti, Torino, Einaudi, 1995  [1982], ISBN 88-06-13658-5.
- Sergio Rovagnati, I Longobardi, Milano, Xenia, 2003, ISBN 88-7273-484-3.